# まちづくり専門家
まちづくり専門家（まちづくりせんもんか）とは、まちづくりの専門家。狭義には、ハード分野の都市・地域計画にかかわるコンサルタントのことであるが、ソフトを含め地域活性化全般のコンサルタントをいう場合もある。
ハード分野の資格制度としては、技術士法（昭和58年4月27日法律第25号）に基づく、建設部門の都市及び地域計画分野の技術士があげられる。また、現在、国土交通省などがまちづくり専門家派遣制度を創設し、まちづくり専門家登録を実施しており、この登録者のことをまちづくり専門家という場合もある。
ソフト分野の資格制度はないが、中心市街地活性化の推進役として、タウンマネージャーが各地のまちづくり会社や商工会議所で任命されている。また、経済産業省ではこうしたタウンマネージャーの中で、長年にわたり地域のまちづくりに携わってきた者や、各地域のまちづくり事例に精通している専門家をタウンプロデューサーとして任命している。
また、内閣府では、地域興しのスペシャリストを「地域活性化伝道師」として登録し、地域活性化に向け意欲的な取組を行おうとする地域に対して紹介している。平成27年5月1日時点で、332名の地域活性化伝道師が登録されている。1.地域産業・イノベーション・農商工連携、2.農・林・水産業、3.観光・交流、4.環境、5.まちづくり、6.地域コミュニティ・集落再生、7.地域医療、福祉・介護、教育、8.地域交通・情報通信と多岐にわたる専門家が登録されている。

## おもな例
- 財団法人全国市街地再開発協会 まちづくり専門家登録
- 財団法人都市計画協会まちづくり専門家登録
- まちづくりアドバイザー・コンサルタントの登録
- 仙台市まちづくり支援専門家登録
- 東京都防災建築まちづくりセンター「まちづくり専門家登録・派遣制度要綱」まちづくり専門家等登録派遣制度
- 財団法人東京都新都市建設公社まちづくり支援センターまちづくり専門家登録
- さいたま市まちづくり専門家登録
- 福岡県まちづくり専門家派遣制度
- 大磯町まちづくり専門家登録 (大磯町まちづくり条例の運用に関する要綱第18条第2項の規定)
- 長崎市まちづくり専門家登録（長崎市市民主体のまちづくり活動支援）
- 大阪市まちづくり活動支援制度まちづくり専門家登録
- まちづくり専門家登録（北本市、北本市まちづくり条例施行規則2）
- 財団法人兵庫県都市整備協会ひょうごまちづくりセンターまちづくり専門家バンク登録
- つくば市まちづくり専門家派遣及び登録に関する規則2（つくば市まちづくり専門家派遣及び登録に関する規則2）
- まちづくり専門家登録（愛川町まちづくり推進制度運用基準）
- 品川区まちづくり専門家
- 横浜市 地域まちづくり支援制度（地域まちづくり課） まちづくりコーディネーター
- 熱海市まちづくり専門家登録（熱海市まちづくり条例施行規則2）
- 財団法人地域活性化センター 地域づくりアドバイザー登録
- 財団法人日本住宅リフォームセンターまちづくり専門家登録